# 鮑伊縣 (德克薩斯州)
鮑伊縣（英語：Bowie County）位美国德克萨斯州東北角的一個縣，北鄰奧克拉荷馬州，東鄰阿肯色州，面積2,390平方公里。根据2020年美國人口普查，共有人口92,893人。縣治波士頓（Boston），最大城市特克薩卡納（Texarkana）與阿肯色州的同名城市只有一街之隔。
該縣成立於1840年12月17日，縣政府成立於1846年；縣名紀念在阿拉莫戰役陣亡的詹姆士·鮑依（James Bowie）。